# Vila Real (freguesia)
A Freguesia de Vila Real, com sede na cidade que lhe dá o nome, é uma freguesia portuguesa do Município de Vila Real com 7,09 km² de área e 17343 habitantes (censo de 2021), tendo, por isso, uma densidade populacional de 2 446,1 hab./km².

## História
Foi criada aquando da reorganização administrativa de 2013, resultando da agregação das três antigas freguesias urbanas da cidade de Vila Real (Nossa Senhora da Conceição, São Pedro e São Dinis). Inicialmente, a nova freguesia designou-se União das Freguesias de Vila Real (Nossa Senhora da Conceição, São Pedro e São Dinis), tendo a sua denominação sido alterada para a atual em 2015.

## Demografia
A população registada nos censos foi:
| Distribuição da População por Grupos Etários | Distribuição da População por Grupos Etários | Distribuição da População por Grupos Etários | Distribuição da População por Grupos Etários | Distribuição da População por Grupos Etários |
| -------------------------------------------- | -------------------------------------------- | -------------------------------------------- | -------------------------------------------- | -------------------------------------------- |
| Ano                                          | 0-14 Anos                                    | 15-24 Anos                                   | 25-64 Anos                                   | > 65 Anos                                    |
| 2001                                         | 2496                                         | 2411                                         | 9082                                         | 2149                                         |
| 2011                                         | 2689                                         | 1796                                         | 10280                                        | 2823                                         |
| 2021                                         | 2349                                         | 1825                                         | 9609                                         | 3560                                         |

À data da junção das freguesias, a população registada no censo anterior (2011) foi:

Antigas freguesias que deram origem à freguesia de Vila Real.

| Freguesia atual | Freguesia atual  | Freguesia atual | Freguesias antigas         | Freguesias antigas | Freguesias antigas |
| Freguesia       | População (2011) | Área (km²)      | Freguesia                  | População (2011)   | Área (km²)         |
| --------------- | ---------------- | --------------- | -------------------------- | ------------------ | ------------------ |
| Vila Real       | 17 588           | 7,09            | Nossa Senhora da Conceição | 8885               | 3,40               |
| Vila Real       | 17 588           | 7,09            | São Pedro                  | 4766               | 2,21               |
| Vila Real       | 17 588           | 7,09            | São Dinis                  | 3937               | 1,48               |